# Fortim de Caetano Madeira
O Fortim de Caetano Madeira localizava-se na cidade e estado do Rio de Janeiro, no Brasil.
Encontrava-se em posição dominante no alto do morro das Palmeiras, freguesia de Inhaúma, a meio quilômetro do caminho ou estrada do Engenho Novo por um lado, e por outro, da colina do Jacaré e da Estrada Real de Santa Cruz (atual avenida Dom Hélder Câmara), uma das principais vias de comunicação do Rio de Janeiro colonial.

## História
Este fortim foi mandado erguer pelo Vice-rei D. José Luís de Castro (1790-1801) entre 1793 e 1795, em terras que haviam pertencido à Companhia de Jesus, a antiga fazenda das Palmeiras, mais tarde Colégio dos Padres Salesianos. Trata-se de um dos últimos pequenos fortes que foram erguidos no final do século XVIII no seu governo, para completar a defesa da cidade do Rio de Janeiro por terra. Voltado para o atual bairro do Riachuelo, acredita-se que serviu de posto de vigilância militar, dominando o caminho colonial que ia do Engenho Novo até à Venda Grande (atual largo do Engenho Novo), e as cercanias, compreendendo a Estrada Real de Santa Cruz, a Praia Pequena e o Arraial de Benfica. O forte ou Fortim de Caetano Madeira, assim chamado provavelmente devido ao nome do seu comandante, juntamente com outros postos de vigilância militar, foi desguarnecido ao final do seu governo, a partir de 1801 (SANTOS, 1950:09-10, 39).
Da primitiva estrutura fortificada, foram tombados pelo Patrimônio Histórico e Artístico Nacional em 1938, os vestígios do terrapleno, com altos muros em talude, que formam dois ângulos fortificados, guarda corpo corrido, tendo nos cunhais guaritas cilíndricas com cobertura em calota esférica e seteiras, em mau estado de conservação.
Atualmente restam vestígios do muro do antigo terrapleno e uma guarita, sob a guarda do Colégio Salesiano (Instituto São Francisco de Sales) e da Paróquia São João Bosco no Bairro do Jacaré-RJ.

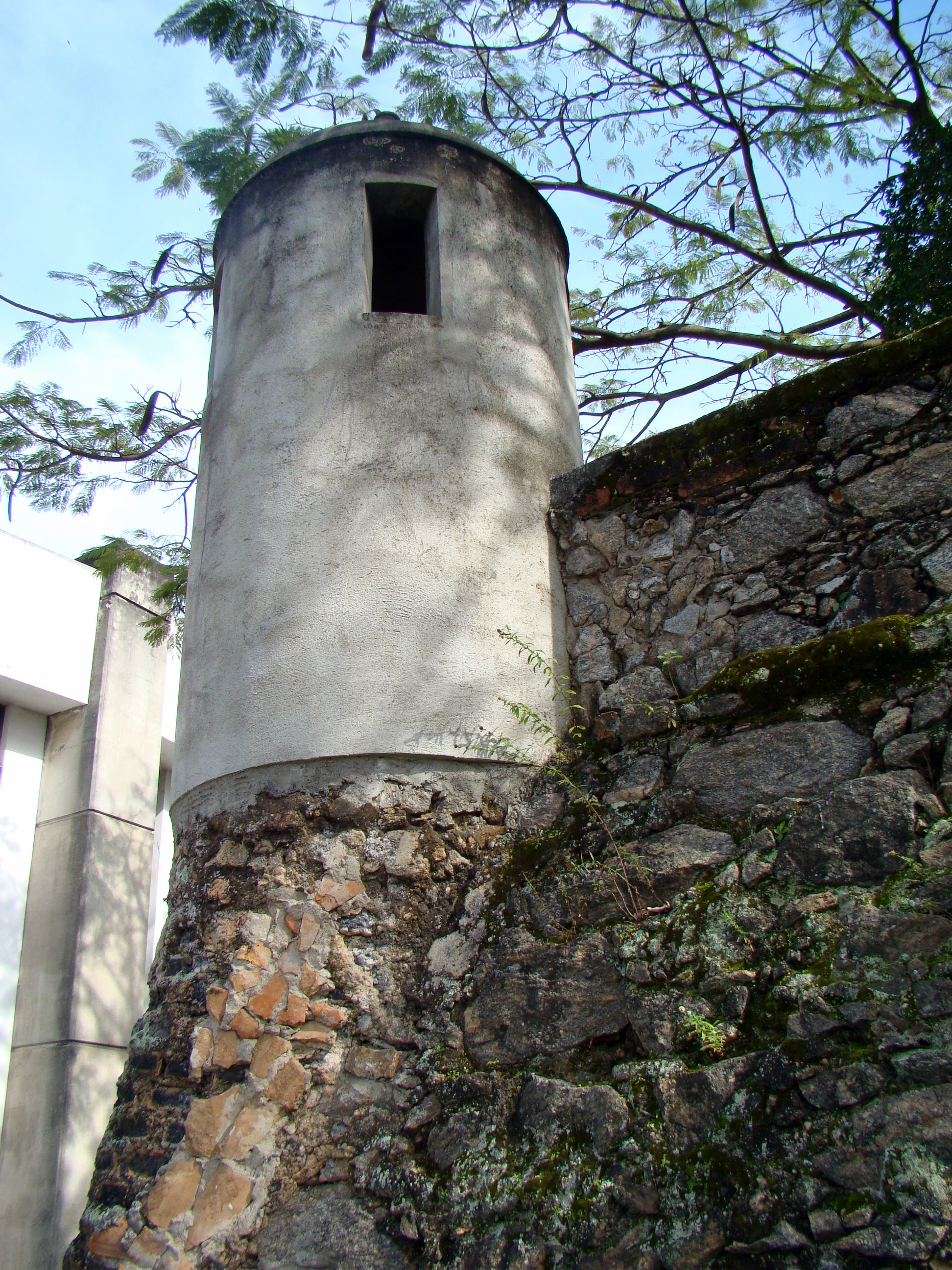
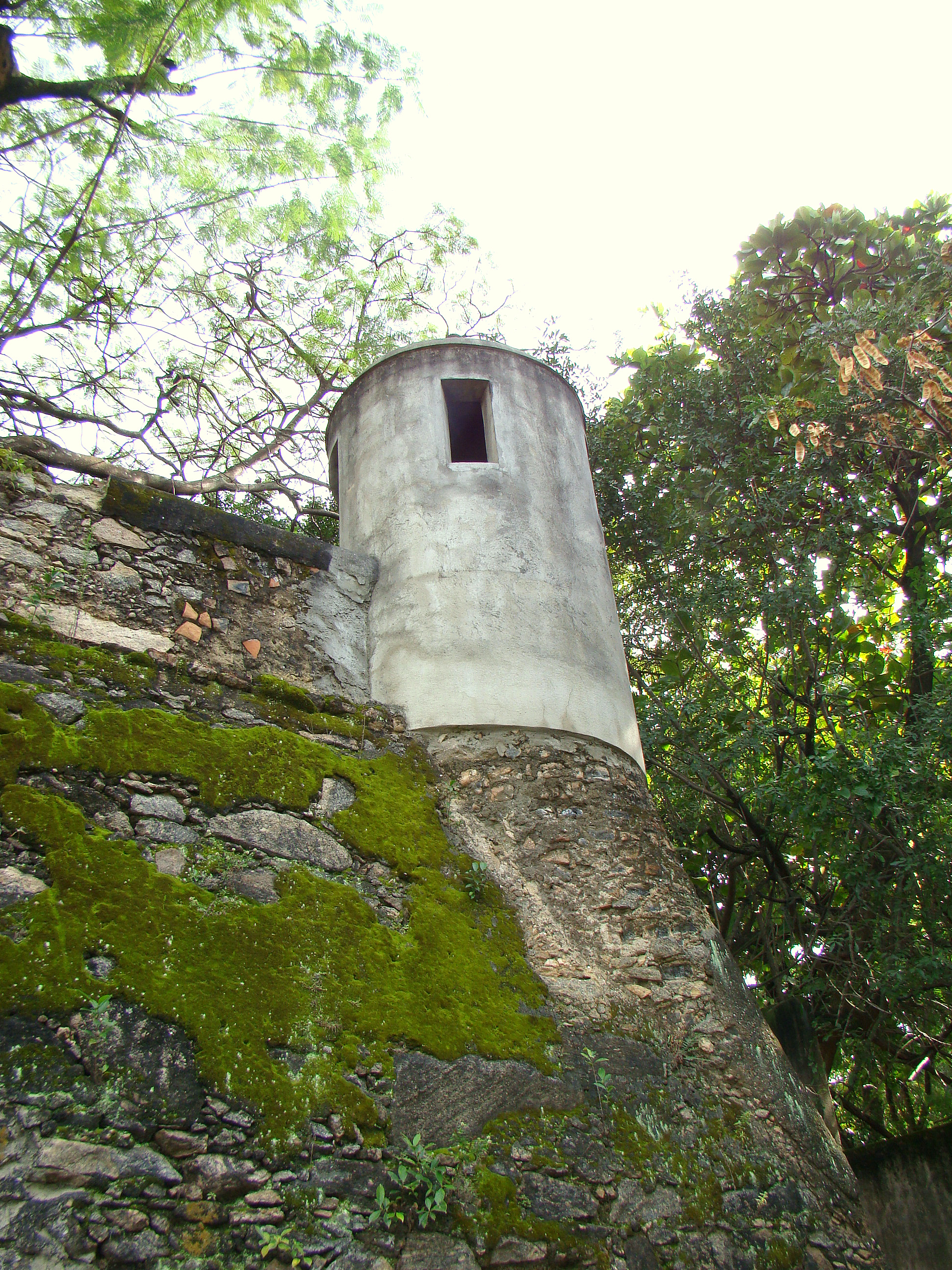
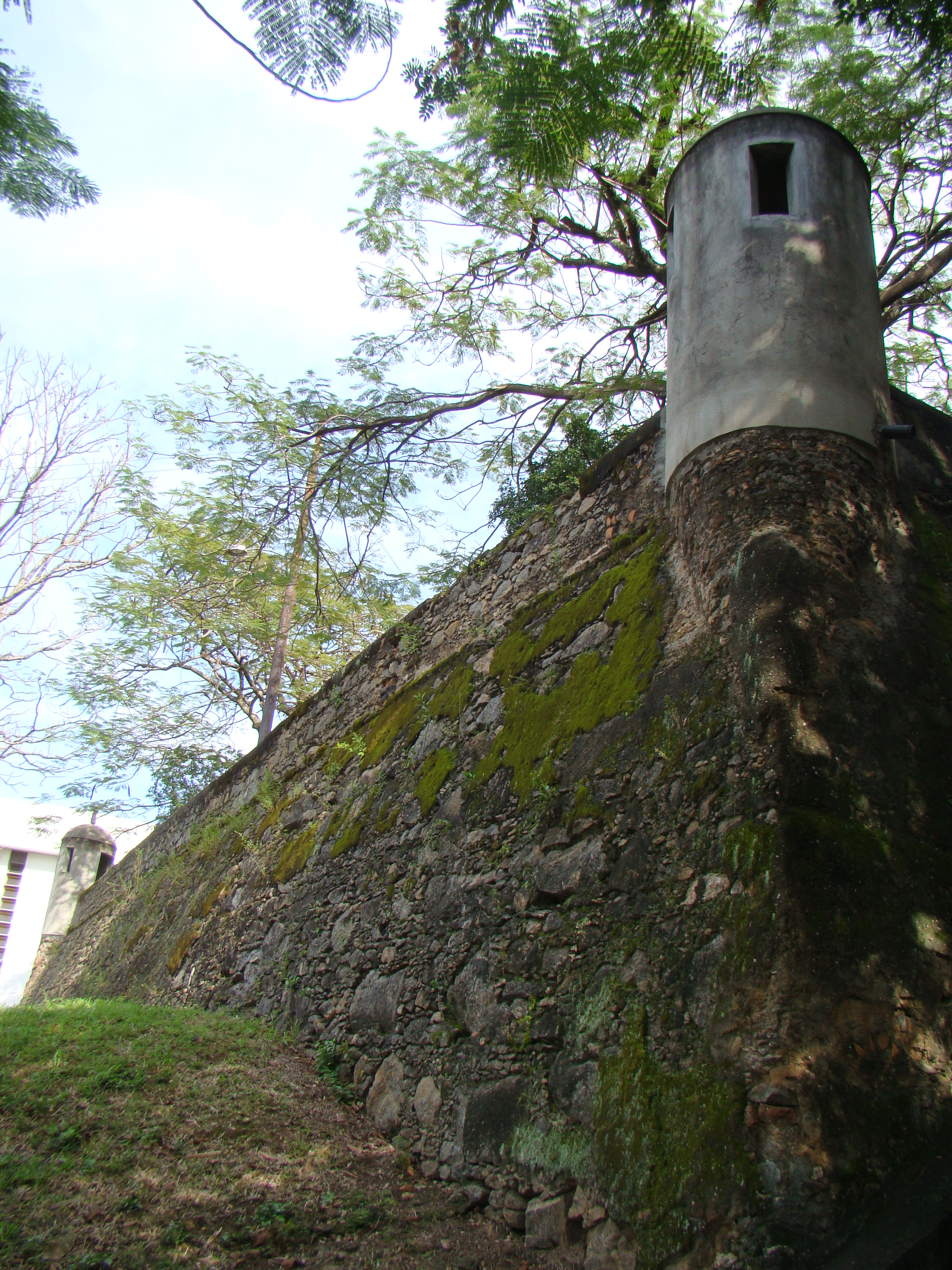
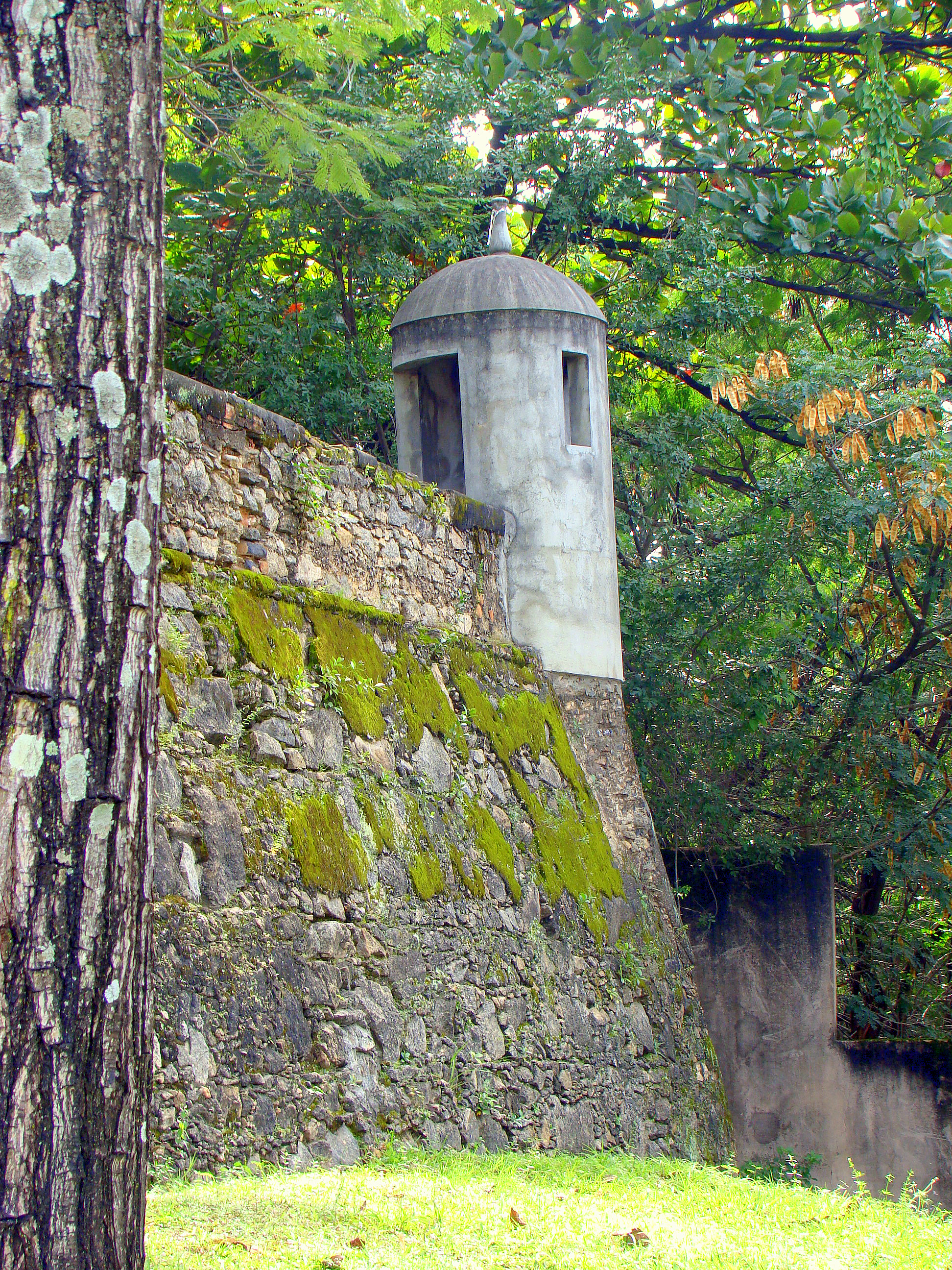